# Loek Peters

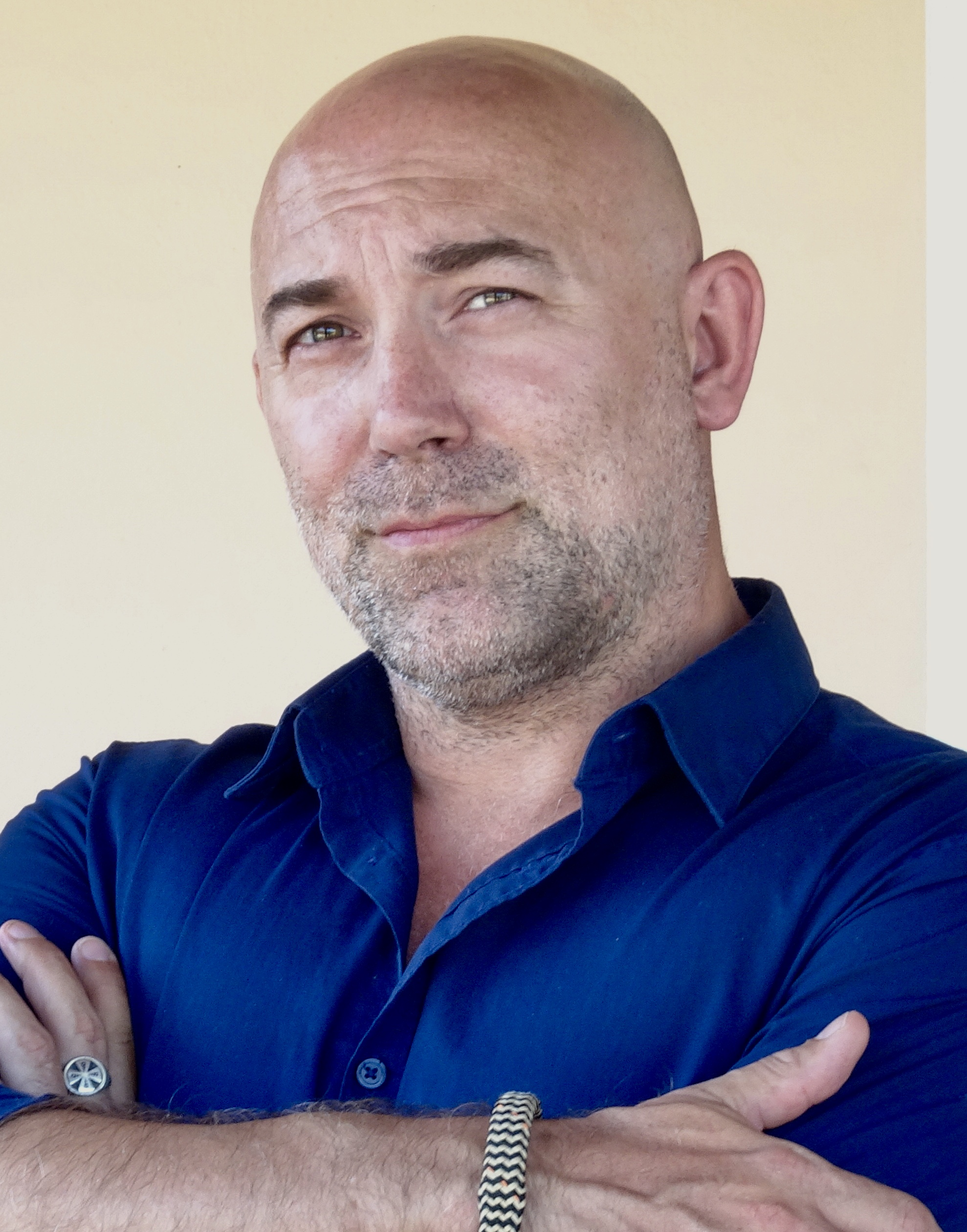
Loek Peters

Loek Peters (* 3. Juli 1974 in Papendrecht) ist ein niederländischer Schauspieler.

## Lebenslauf
Zwischen 1987 und 1991 besuchte er die MAVO (entsprechend etwa der deutschen Realschule) und von 1991 bis 1994 das Midveld College in Dordrecht (MBO, die berufsbildenden Schulen in den Niederlanden).
Peters nahm zwischen 1996 und 2000 Schauspielunterricht an der Academie voor Theater en Dans (damals noch Toneelschool Amsterdam). Im Fernsehen sah man ihn verschiedenen Drama-Serien. Er gehörte zudem zur Stammbesetzung der Improvisationsshow De vloer op der Rundfunkgesellschaft HUMAN. Auch in etlichen Kino- und Fernsehfilmen wirkte er mit. Er spielt weiterhin am Theater. So war er bis 2009 festes Ensemblemitglied beim Noord Nederlands Toneel (NNT). Ab 2011 bekleidet er unter anderem die Hauptrolle in dem Stück Blind Vertrouwen (Regie: Peter van Baan, der auch die Improvisationsshow De vloer op entwarf und leitete).
2008 war Loek Peters nominiert für das Goldene Kalb in der Kategorie 'Beste männliche Nebenrolle' für seine Darstellung in dem Filmdrama Het echte leven. 2014 wie auch 2021 war Peters einer der Teilnehmer der RTL-Nederland-Show Expeditie Robinson, dem niederländischen Ableger von Survivor aus Schweden.
Beim Sender EO sprach er die Einführung zur dort am 21. März 2021 ausgestrahlten Kurzfassung der Matthäus-Passion von Johann Sebastian Bach.
Außerhalb seiner Schauspieltätigkeiten hält Peters Vorträge zu Teamarbeit und Führung. Hierbei lässt er auch seine Erfahrungen als Ensembleschauspieler einfließen.

## Filmografie
- 1998: Venus
- 2000: Verkeerd verbonden (Fernsehserie, 1 Folge)
- 2002: Ernstige Delicten (Fernsehserie, 1 Folge)
- 2003: Kees de jongen
- 2004: Bitches (Fernsehserie, 1 Folge)
- 2005: Staatsgevaarlijk
- 2006: Afdwalen
- 2006: Intensive care (Fernsehserie, 1 Folge)
- 2006: Spoorloos verdwenen (Fernsehserie, 1 Folge)
- 2008: Keyzer & De Boer Advocaten (Fernsehserie, 1 Folge)
- 2008: Flikken Maastricht
- 2008: Het echte leven
- 2009: Verborgen gebreken (Fernsehserie, 1 Folge)
- 2009: Zwemparadijs
- 2009: Feine Freundinnen (Gooische Vrouwen) (Fernsehserie, 1 Folge)
- 2010: Life is beautiful (Kurzfilmreihe)
- 2010: Sekjoeritie
- 2011: Der stärkste Mann der Niederlande (De sterkste man van Nederland)
- 2011: Pizza Maffia
- 2011: A’dam – E.V.A. (Fernsehserie, 1 Folge)
- 2011: De geheimen van Barslet (Fernsehserie, 3 Folgen)
- 2011: U & Eye
- 2012: Kauwboy
- 2012: Zombibi
- 2012: Tony 10
- 2012: Achtstealsgroepers huilen niet
- 2012: Lijn 32 (Fernsehserie, 3 Folgen)
- 2012: Quiz
- 2012: Laptop
- 2012: Mijn vader is een detective: The Battle
- 2012: Guilty movie
- 2013: Roffa
- 2013: Mannenharten
- 2013: Zusjes (Fernsehserie, 9 Folgen)
- 2013–2014: Sophie’s Web (Fernsehserie, 6 Folgen)
- 2014: Moordvrouw (Fernsehserie, 1 Folge)
- 2014: Anton
- 2014: Das große Geheimnis (Oorlogsgeheimen)
- 2015: Bloed, zweet & tranen
- 2015: Apenstreken
- 2016: Rokjesdag
- 2016: Finding Dory – niederländische Stimme von Hank
- 2016: Hartenstrijd
- 2016: Wenn die Deiche brechen (Als de dijken breken) (Fernsehsechsteiler)
- 2017: Storm und der verbotene Brief (Storm: Letters van Vuur)
- 2012–2017: Penoza (Fernsehserie)
- 2019: Penoza – Die Rächerin (Penoza: The Final Chapter) (Abschlussfilm zur gleichnamigen Serie)
- 2020: Nieuw zeer (Sketchserie)
- 2020: Kruimeltje en de strijd om de goudmijn
- 2023: Kommissar Van der Valk (Van der Valk) (Fernsehserie, 1 Folge)
- 2024: Nataschas Tanz